# Барбиано, Альберико да
Альберико да Барбиано (итал. Alberico da Barbiano; 1348, Барбиано — 1409, Ситта делла Пьеве, Умбрия) — итальянский кондотьер. В 1376 году он основал первый итальянский отряд наёмных солдат под названием «Итальянская компания святого Георгия» (итал. compagnia di San Giorgio). Из военной школы Альберико да Барбиано вышли многие известные итальянские кондотьеры: Браччо да Монтоне, Муцио Аттендоло.
Альберико сражался на стороне папы Урбана VI против антипапы Климента VII, состоял на службе у Владислава Неаполитанского.